# Фрэмптон, Холлис
Холлис Фрэмптон (англ. Hollis Frampton; 11 марта 1936, Вустер, штат Огайо — 30 марта 1984, Нью-Йорк) — американский кинорежиссёр

, фотограф, видеохудожник, пионер компьютерного искусства, теоретик художественного авангарда. Один из крупнейших представителей нью-йоркского авангардного искусства 1960-х — 1970-х годов.

## Биография
Родился в семье Нелли Кросс и Холлиса Уильяма Фрэмптон. Был единственным ребенком в семье, в основном воспитывался бабушкой и дедушкой по материнской линии. В 1951—1954 посещал художественную академию в Андовере (Массачусетс). Познакомился с Ф. Стеллой, К.Андре, композитором Ф. Ржевским. В 1954—1957 занимался в Университете Кейс Вестерн резерв изучением математики и языков от русского до китайского и санскрита. С 1956 переписывался с Э. Паундом, в 1957 посещал его в психлечебнице. Путешествовал по Мексике. В 1958 обосновался в Нью-Йорке с намерением стать поэтом, но вскоре отказался от этого притязания (решающую роль тут оказало посещение Паунда: увидев его, Фрэмптон понял, что сам он — не поэт). После этого он начал с 1959 заниматься фотографией, с 1962 — кино. Решающее воздействие на становление его творческой манеры и самосознания имели Джеймс Джойс и Гертруда Стайн, он глубоко ценил сделанное Джоном Кейджем.
Умер от рака.

## Творчество
Наряду с Стэном Брекиджем стал главным представителем абстрактного экспрессионизма в американском кино. Повлиял на работу Сью Фридрих и др.

### Творческие контакты
В ряде проектов работал вместе Марком Ротко, Тони Смитом, Робертом Моррисом, Ларри Пунсом, Джеймсом Розенквистом, Майклом Сноу.

### Фильмография
- 1968 : Surface Tension
- 1968: Maxwell’s Demon
- 1969 : Works & Days
- 1969 : Prince Ruperts Drops
- 1969: Palindrome
- 1969: Lemon
- 1969: Carrots & Peas
- 1969: Artificial Light
- 1970 : Лемма Цорна/ Zorn’s Lemma (наиболее известный фильм Фрэмптона)
- 1971 : Hapax Legomena IV: Travelling Matte
- 1971: Hapax Legomena I: Nostalgia
- 1971: Hapax Legomena III: Critical Mass
- 1972 : Hapax Legomena V: Ordinary Matter
- 1972 : Hapax Legomena VI: Remote Control
- 1972 : Hapax Legomena VII: Special Effects
- 1972 : Hapax Legomena II: Poetic Justice
- 1973: Less
- 1974: Autumnal Equinox (Solariumagelani)
- 1974: Banner
- 1974: INGENIVM NOBIS IPSA PVELLA FECIT
- 1974: SOLARIUMAGELANI
- 1974: Straits of Magellan
- 1974: Summer Solstice
- 1974: Winter Solstice
- 1975: Drum
- 1975: Pas de Trois
- 1976: For Georgia O’Keeffe
- 1976: Magellan: At the Gates of Death, Part I: The Red Gate
- 1984 : A and B in Ontario

### Теоретические работы
- On the camera arts and consecutive matters: the writings of Hollis Frampton. Cambridge: MIT Press, 2009.